# Teoria dos sistemas na antropologia
A teoria dos sistemas na antropologia é uma abordagem interdisciplinar, não-representativa, não-referencial e não-cartesiana que reúne as ciências naturais e sociais para compreender a sociedade na sua complexidade. A ideia básica de uma teoria de sistemas em ciências sociais é resolver o problema clássico da dualidade: mente-corpo, sujeito-objeto, forma-conteúdo, significante-significado e estrutura-agência. A teoria dos sistemas sugere que, em vez de criar categorias fechadas em binários (sujeito-objeto), o sistema deve permanecer aberto, de modo a permitir o livre fluxo de processos e interações. Desta forma, os binários são dissolvidos.  
Os sistemas complexos na natureza - por exemplo, os ecossistemas - envolvem uma interação dinâmica de muitas variáveis (por exemplo, animais, plantas, insectos e bactérias; predadores e presas; clima, estações e tempo, etc.) Estas interacções podem adaptar-se a condições variáveis, mas mantêm um equilíbrio entre as várias partes e como um todo; este equilíbrio é mantido através da homeostase. 
As sociedades humanas são sistemas complexos, por assim dizer, ecossistemas humanos. Os primeiros seres humanos, enquanto caçadores-recolectores, reconheciam e trabalhavam dentro dos parâmetros dos sistemas complexos da natureza e as suas vidas eram circunscritas pelas realidades da natureza. Mas não conseguiam explicar os sistemas complexos. Só nos últimos séculos é que surgiu a necessidade de definir cientificamente os sistemas complexos. 
As teorias dos sistemas complexos desenvolveram-se primeiro na matemática, no final do século XIX, depois na biologia, na década de 1920, para explicar os ecossistemas, e em seguida para lidar com a inteligência artificial (cibernética), até à data, foi identificada a direção da investigação sobre a evolução dos sistemas inteligentes. 
O antropólogo Gregory Bateson é o mais influente e o primeiro fundador da teoria dos sistemas nas ciências sociais. Nos anos 40, na sequência das conferências Macy, reconheceu imediatamente a sua aplicação às sociedades humanas, com as suas muitas variáveis e o equilíbrio flexível mas sustentável que mantêm. Bateson descreve sistema como "qualquer unidade que contenha uma estrutura de feedback e, por conseguinte, seja competente para processar informação". Assim, um sistema aberto permite a interação entre conceitos e materialidade ou sujeito e ambiente ou abstrato e real. Nas ciências naturais, a teoria dos sistemas tem sido uma abordagem amplamente utilizada. O biólogo austríaco Karl Ludwig von Bertalanffy desenvolveu a ideia da teoria geral dos sistemas (TGS). A TGS é uma abordagem multidisciplinar da análise de sistemas. 

## Principais conceitos da teoria dos sistemas

### Não representacional e não referencial
Um dos elementos centrais da teoria dos sistemas consiste em passar do sistema de representação para a não-representação das coisas. O que significa que, em vez de impor conceitos mentais, que reduzem a complexidade de uma materialidade ao limitar as variações ou a maleabilidade dos objectos, se deve traçar a rede das coisas. De acordo com Gregory Bateson, "ethos, eidos, sociologia, economia, estrutura cultural, estrutura social e todas as outras palavras referem-se apenas a formas científicas de montar o puzzle". O rastreio, mais do que a projeção de imagens mentais, traz à vista a realidade material que foi obscurecida pelos conceitos universalizantes.

### Não Cartesiano
Desde o Iluminismo europeu, a filosofia ocidental colocou o indivíduo, enquanto categoria indispensável, no centro do universo. O famoso aforismo de René Descartes, "Penso, logo existo", prova que uma pessoa é um sujeito racional cuja caraterística de pensar traz o humano à existência. O sujeito cartesiano é, portanto, um indivíduo científico que impõe conceitos mentais às coisas para controlar a natureza ou simplesmente o que existe fora da sua mente. Esta visão do universo centrada no sujeito reduziu a natureza complexa do universo. Um dos maiores desafios para a teoria dos sistemas é, portanto, deslocar ou descentrar o sujeito cartesiano como centro de um universo e como ser racional. A ideia é fazer com que os seres humanos não sejam uma entidade suprema, mas sim situá-los como qualquer outro ser no universo. O ser humano não é um sujeito cartesiano pensante, mas habita ao lado da natureza. Isto faz regressar o ser humano ao seu lugar original e introduz a natureza na equação. A teoria dos sistemas, portanto, encoraja um sujeito não-unitário em oposição a um sujeito cartesiano.

### Complexidade
Uma vez dissolvido o indivíduo cartesiano, as ciências sociais afastar-se-ão de uma visão do mundo centrada no sujeito. O desafio consiste então em saber como não representar a realidade empírica sem reduzir a complexidade de um sistema. Dito de forma simples, em vez de representarmos as coisas por nós, deixemos que as coisas falem através de nós. Estas questões levaram os filósofos materialistas, como Deleuze e Guattari, a desenvolver uma "ciência" para compreender a realidade sem impor as nossas projecções mentais. A maneira que eles encorajam é, em vez de lançar ideias conceptuais, fazermos rastreio. O rastreio exige que se liguem conjuntos ou apêndices díspares, não num centro unificado, mas antes num rizoma ou num sistema aberto. 

### Sistema aberto e sistema fechado
Ludwig Bertalanffy descreveu dois tipos de sistemas: o  sistema aberto e o  sistema fechado. Os sistemas abertos são aqueles que permitem interações entre seus elementos internos e o meio ambiente. Um sistema aberto é qualificado como um “sistema em troca de matéria com seu ambiente, apresentando importação e exportação, construção e decomposição de seus componentes materiais”.  Por exemplo, organismo vivo. Os sistemas fechados, por outro lado, são considerados isolados do seu ambiente. Por exemplo, a termodinâmica que se aplica a sistemas fechados.

## Rastreando a "teoria dos sistemas" na antropologia

### Debates Marx-Weber
Embora o termo "teoria dos sistemas" nunca seja mencionado na obra de Karl Marx e Max Weber, a ideia fundamental da teoria dos sistemas penetra profundamente na sua compreensão da realidade social. Podemos facilmente ver os desafios que Marx e Weber enfrentaram no seu trabalho. Rompendo com a filosofia especulativa hegeliana, Marx desenvolveu uma teoria social baseada no materialismo histórico, argumentando que não é a consciência que determina o ser, mas, de facto, é o ser social que determina a consciência. Mais especificamente, é a atividade social dos seres humanos, o trabalho, que causa, molda e informa o pensamento humano. Com base no trabalho, Marx desenvolve toda a sua teoria social que questiona especificamente o capitalismo reificado e burguês. O trabalho, o conflito de classes, a mercadoria, o valor, a mais-valia, a burguesia e o proletariado são, portanto, conceitos centrais na teoria social marxiana. Em contraste com a "subjetividade pura e racional" cartesiana, Marx introduziu a atividade social como a força que produz a racionalidade. Estava interessado em encontrar leis universais sofisticadas e científicas da sociedade, embora contrariando as abordagens mecanicistas positivistas que tomam os fatos como dados e depois desenvolvem relações causais a partir deles. 
Max Weber considerou as ideias marxistas úteis, mas limitadas na explicação de práticas e actividades sociais complexas. Baseando-se na tradição hermenêutica, Weber introduziu racionalidades múltiplas no esquema moderno de pensamento e utilizou uma abordagem interpretativa para compreender o significado de um fenómeno inserido nas teias de significado. Ao contrário de Marx, que procurava as leis universais da sociedade, Weber tenta uma compreensão interpretativa da ação social para chegar a uma "explicação causal do seu curso e efeitos".  Aqui, a palavra curso significa a abordagem não-determinista de Weber a um fenómeno. As acções sociais têm significados subjectivos que devem ser compreendidos no seu contexto. A abordagem interpretativa de Weber para compreender o significado de uma ação em relação ao seu ambiente delineou um quadro social contextualizado para o relativismo cultural. 
Uma vez que existimos em teias de significado e que a análise objetiva nos separaria de uma realidade concreta da qual todos fazemos parte, Weber sugeriu os tipos ideais; uma construção analítica e concetual "formada pela acentuação de um ou mais pontos de vista e pela síntese de um grande número de fenómenos individuais concretos difusos, discretos, mais ou menos presentes e ocasionalmente ausentes, que são organizados de acordo com esses pontos de vista enfatizados unilateralmente numa construção analítica unificada". Embora sejam conceitos analíticos, servem como pontos de referência para interpretar o significado das actividades heterogéneas e polimorfas da sociedade. Por outras palavras, os tipos ideais são a realidade empírica simplificada e tipificada, mas não são a realidade em si. Segundo Weber, a burocracia, a autoridade, a religião, etc., são todos tipos ideais e não existem no mundo real. Ajudam os cientistas sociais a selecionar elementos culturalmente significativos de um todo mais vasto que podem ser contrastados entre si para demonstrar as suas inter-relações, padrões de formação e funções sociais semelhantes. Os tipos ideais seleccionados por Weber - burocracia, religião e capitalismo - são variáveis culturalmente significativas através das quais ele demonstrou as múltiplas funcionalidades do comportamento social. 
Do mesmo modo, Weber sublinha que as leis marxistas são também tipos ideais. O conceito de classe, economia, capitalismo, proletariado e burguesia, revolução e Estado, juntamente com outros modelos marxianos, são ferramentas heurísticas para compreender uma sociedade no seu contexto. Assim, segundo Weber, os tipos ideais marxistas só podem ser frutuosos se forem utilizados para aceder a uma determinada sociedade. No entanto, Weber alerta para a perigosidade ou perniciosidade dos tipos ideais marxistas quando vistos como realidade empírica.  A razão é que os profissionais marxistas impuseram conceitos analíticos como categorias a-históricas e universais para reduzir os processos e actividades concretos das acções polimorfas a um fenómeno simplificado. Isto torna os fenómenos sociais não só a-históricos, mas também desprovidos de rigor espácio-temporal, descontextualizados, e categoriza o caos e as rupturas sob o rótulo geral da exploração burguesa. De fato, a história surgiu como uma metanarrativa de uma luta de classes, movendo-se numa ordem cronológica, e o futuro antecipado como uma derrubada revolucionária dos aparelhos de estado pelos trabalhadores. Por exemplo, o Estado como um tipo ideal importado para o mundo físico enganou e desviou o ativismo político dos locais reais de poder, como as empresas e os discursos.
Do mesmo modo, a classe como tipo ideal, projectada para uma sociedade, que é um conjunto de população, torna-se perigosa porque marginaliza e mina as ligações orgânicas de parentesco, língua, raça e etnia. Este é um ponto significativo, porque a sociedade não é composta por duas classes em conflito, burguesia e proletariado, e não tem apenas vicissitudes ao longo de linhas económicas. Não existe em binários, como supõem os ideais marxistas. Na verdade, é uma realidade em que pessoas de várias denominações - origens de classe, filiações religiosas, laços de parentesco e familiares, género e diferenças étnicas e linguísticas - não só vivem em conflito, como também praticam a cooperação na vida quotidiana. Assim, quando se inserem tipos ideais neste processo dinâmico concreto, está-se a violentar categoricamente a multiplicidade da população e a reduzir de igual modo os sentimentos, as emoções, a posição social não económica, como a honra, e o estatuto, tal como Weber descreve, ao economicismo. Além disso, os tipos ideais também devem ser tratados como relevantes para um contexto que define e delimita os parâmetros do primeiro. 
A intervenção de Weber veio no momento certo, quando o marxismo - em particular o marxismo vulgar - reduziu as práticas e crenças "não económicas", a superestrutura, a uma base determinada, o modo de produção. Do mesmo modo, a filosofia especulativa impunha as suas próprias categorias metafísicas a diversas realidades concretas, tornando assim um determinado caso a-histórico. Weber aborda ambos os métodos, materialista e puramente idealista, como "igualmente possíveis, mas cada um deles não serve como preparação, mas como conclusão de uma investigação".  Para provar este ponto, Weber demonstrou como a ética e a moral desempenharam um papel significativo na ascensão do capitalismo moderno. A ética do trabalho protestante, por exemplo, funcionou como um mecanismo sofisticado que incentivou a população a "cuidar de si", o que serviu de atividade social subjacente ao capitalismo burguês. É claro que a ética do trabalho não foi o único elemento, a filosofia utilitarista contribuiu igualmente para a formação de uma cultura de trabalho burocrática cujos efeitos secundários são bem conhecidos do mundo moderno. 
Em resposta à abordagem redutora do economicismo ou marxismo vulgar, como também é conhecido, Louis Althusser e Raymond Williams introduziram uma nova compreensão do pensamento marxista. Althusser e Williams introduziram a política e a cultura como novos pontos de entrada, a par do modo de produção, na metodologia marxista. No entanto, existe um forte contraste entre os argumentos dos académicos. Tomando Williams como ponto de discussão, ele critica a abordagem mecanicista do marxismo que encoraja uma leitura atenta dos conceitos marxianos. Conceitos como o ser, a consciência, a classe, o capital, o trabalho, a força de trabalho, a mercadoria, a economia, a política, etc. não são categorias fechadas, mas sim práticas ou práxis interativas, envolventes e abertas. Althusser, por outro lado, propõe a "sobredeterminação" como forças múltiplas em vez de uma força única ou modos de produção isolados. No entanto, defende que a economia é "determinante em última instância". 

## Sistemas fechados
Em antropologia, o termo "sistema" é amplamente utilizado para descrever os fenómenos socioculturais de uma determinada sociedade de uma forma holística. Por exemplo, o sistema de parentesco, o sistema matrimonial, o sistema cultural, o sistema religioso, o sistema totémico, etc. Esta abordagem sistémica de uma sociedade revela a preocupação dos primeiros antropólogos em captar a realidade sem reduzir a complexidade de uma determinada comunidade. Na sua busca do padrão subjacente a uma realidade, "descobriram" o sistema de parentesco como uma estrutura fundamental dos nativos. No entanto, os seus sistemas são sistemas fechados porque reduzem a complexidade e a fluidez ao imporem conceitos antropológicos como genealogia, parentesco, hereditariedade, casamento. 

### Relativismo cultural
Franz Boas foi o primeiro antropólogo a problematizar a noção de cultura. Desafiando a hegemonia moderna da cultura, Boas introduziu a ideia de relativismo cultural (compreender a cultura no seu contexto). Com base no seu extenso trabalho de campo no noroeste dos Estados Unidos e na Colúmbia Britânica, Boas discute a cultura separadamente do ambiente físico, da biologia e, mais importante ainda, rejeita os modelos evolutivos que representam a civilização como uma entidade progressiva que segue um desenvolvimento cronológico. Para além disso, as fronteiras culturais, segundo Boas, não são barreiras à mistura e não devem ser vistas como um obstáculo ao multiculturalismo. De fato, as fronteiras devem ser vistas como "porosas e permeáveis" e "pluralizadas".  A sua crítica ao conceito de raça e cultura modernas teve implicações políticas na política racial dos Estados Unidos na década de 1920. No seu capítulo "O Problema da Raça na Sociedade Moderna", podemos sentir o esforço intelectual de Boas para separar as ciências naturais das ciências sociais e criar o espaço para soluções políticas genuínas para as relações raciais.

### Funcionalismo-estrutural
A. R. Radcliffe-Brown desenvolveu uma abordagem funcionalista estrutural na antropologia. Ele acreditava que a realidade concreta "não é qualquer tipo de entidade, mas um processo, o processo da vida social".  Radcliffe-Brown insistiu na aprendizagem da forma social, nomeadamente do sistema de parentesco das sociedades primitivas. A forma como se pode estudar o padrão de vida é delineando concetualmente uma relação determinada por um parentesco ou casamento, "e que podemos dar uma descrição analítica geral dos mesmos como constituindo um sistema". Os sistemas consistem numa estrutura que é referida como "uma espécie de arranjo ordenado de partes ou componentes".  A variável interveniente entre os processos e a estrutura é uma função. Os três conceitos de processo, estrutura e função são, portanto, "componentes de uma única teoria como um esquema de interpretação dos sistemas sociais humanos". Mais importante ainda, a função "é o papel que desempenha, a contribuição que dá para a vida do organismo como um todo". Assim, a funcionalidade de cada parte do sistema trabalha em conjunto para manter uma harmonia ou consistência interna.
O antropólogo britânico E. R. Leach ultrapassou o argumento instrumentalista do estrutural-funcionalismo de Radcliffe-Brown, que abordava as normas sociais, o parentesco, etc. em termos funcionalistas e não como campos sociais ou arenas de contestação. Segundo Leach, "a classificação bem ordenada da antiguidade da linhagem esconde um elemento vicioso de competição". De fato, Leach era sensível à "diferença essencial entre a descrição ritual das relações estruturais e a descrição científica do antropólogo".  Por exemplo, no seu livro, Leach argumenta que "a questão de saber se uma determinada comunidade é gumlao, ou gumsa, ou Shan não é necessariamente determinável no domínio dos factos empíricos; é uma questão, em parte, de atitudes e ideias de determinados indivíduos num determinado momento". Assim, Leach separou as categorias conceptuais das realidades empíricas.

### Antropologia estrutural
O lingüista suíço Ferdinand de Saussure, em busca da descoberta adsas leis universais da linguagem, formulou uma ciência geral da linguística bifurcando a linguagem em langue e parole. Os fonemas, unidade fundamental do som, são a estrutura básica de uma língua. A comunidade linguística dá uma dimensão social a uma língua. Além disso, os signos linguísticos são arbitrários e a mudança só ocorre com o tempo e não por vontade individual. Baseando-se na linguística estrutural, Claude Lévi-Strauss transforma o mundo em um texto e, assim, submete os fenômenos sociais às leis linguísticas formuladas por Saussure. Por exemplo, os "sistemas primitivos", como parentesco, magia, mitologias e rituais, são examinados sob dicotomias linguísticas semelhantes de sistema normativo abstrato (objetivo) e enunciado (subjetivo). A divisão não apenas dividiu as ações sociais, mas também as condicionou às categorias de sistemas abstratos que são constituídos por estruturas profundas. Por exemplo, Lévi-Strauss sugere: “Os fenômenos de parentesco são do mesmo tipo que os fenômenos linguísticos”.  Assim como Saussure descobriu os fonemas como as estruturas básicas da linguagem, Lévi-Strauss identificou (1) consanguinidade, (2) afinidade e (3) descendência como as estruturas profundas do parentesco. Esses níveis “microssociológicos” servem “para descobrir as leis estruturais mais gerais”.  As estruturas profundas adquirem significados apenas em relação ao sistema que constituem. "Como os fonemas, os termos de parentesco são elementos de significado; como os fonemas, eles só adquirem significado se forem integrados em sistemas."  Tal como as diferenciações de língua e liberdade condicional da língua, o sistema de parentesco consiste em (1) sistema de terminologia (vocabulário), através do qual as relações são expressas e (2) sistema de atitudes (psicológicas ou sociais) que funciona para a coesão da sociedade. Para elaborar a interdependência dinâmica entre sistemas de terminologia e atitudes, Lévi-Strauss rejeitou a ideia de Radcliffe-Brown de que um sistema de significados é apenas a manifestação de um sistema de terminologia no nível afetivo. Ele se voltou para o conceito de avunculado como parte de um todo, que consiste em três tipos de relacionamento: consanguinidade, afinidade e descendência. Lévi-Strauss identificou relações avunculares complexas, contrárias ao atomismo e aos rótulos simplificados de avunculados associados à descendência matrilinear. Sugere que os sistemas de parentesco “existem apenas na consciência humana; é um sistema arbitrário de representações, não o desenvolvimento espontâneo de uma situação real”.  O significado de um elemento (avunculado) existe apenas em relação a uma estrutura de parentesco.
Lévi-Strauss desenvolve ainda mais a questão do significado e da estrutura no seu ensaio intitulado "O feiticeiro e a sua magia". O feiticeiro, o paciente e o grupo, segundo Lévi-Strauss, constituem um complexo xamã, que faz do consenso social um padrão subjacente à compreensão. O trabalho de um feiticeiro é reintegrar expressões ou sentimentos divergentes dos pacientes em "padrões presentes na cultura do grupo". A assimilação de tais padrões é o único meio de objetivar estados subjectivos, de formular sentimentos inexprimíveis e de integrar experiências inarticuladas num sistema".  Os três exemplos que Lévi-Strauss menciona referem-se à magia, uma prática alcançada como um consenso social, por um grupo de pessoas, incluindo o feiticeiro e o paciente. Parece que as pessoas dão sentido a certas actividades através de crenças, criadas pelo consenso social, e não pela eficácia das práticas mágicas. A crença da comunidade no consenso social determina assim os papéis sociais e estabelece regras e categorias de atitudes. Talvez, neste ensaio, a magia seja um sistema de terminologia, uma langue, enquanto o comportamento individual é um sistema de atitude, parole. As atitudes fazem sentido ou adquirem significado através da magia. Aqui, a magia é uma linguagem. 

### Antropologia interpretativa
Influenciada pela tradição hermenêutica, Clifford Geertz desenvolveu a antropologia interpretativa de compreensão do significado da sociedade. A abordagem hermenêutica permite a Cliford Geertz diminuir a distância entre um etnógrafo e uma determinada cultura semelhante à relação entre leitor e texto. O leitor lê um texto e gera seu próprio significado. Em vez de impor conceitos para representar a realidade, os etnógrafos deveriam ler a cultura e interpretar as multiplicidades de significado expressas ou ocultas na sociedade. Em seu ensaio, Geertz argumenta que "o homem é um animal preso em teias de significado que ele mesmo teceu". 

### Teoria prática
Pierre Bourdieu desafia a mesma dualidade da fenomenologia (subjetiva) e do estruturalismo (objetivo) através de sua teoria da prática social . Esta ideia desafia precisamente a abordagem reducionista do economicismo que coloca o interesse simbólico em oposição aos interesses econômicos. Do mesmo modo, ejeita a visão do mundo centrada no sujeito. Bourdieu tenta superar essa lacuna desenvolvendo o conceito de capital simbólico, por exemplo, um prestígio, facilmente convertível novamente em capital econômico e, portanto, é “a forma mais valiosa de acumulação”. Portanto, tanto o económico como o simbólico funcionam em conjunto e devem ser estudados como uma ciência geral da economia das práticas. 

## Teoria do sistema: Gregory Bateson
O antropólogo britânico Gregory Bateson é o mais influente e um dos primeiros fundadores da Teoria dos Sistemas na antropologia. Desenvolveu uma abordagem interdisciplinar que incluía a teoria da comunicação, a cibernética e a lógica matemática. Na sua coleção de ensaios, The Sacred Unity, Bateson argumenta que existem "sistemas ecológicos, sistemas sociais e o organismo individual mais o ambiente com o qual interage é, ele próprio, um sistema neste sentido técnico". Ao juntar o ambiente aos sistemas, Bateson fecha a lacuna entre as dualidades como sujeito e objeto. "Jogando com as diferenças entre formalização e processo, ou cristalização e aleatoriedade, Bateson procurou transcender outros dualismos - mente versus natureza, organismo versus ambiente, conceito versus contexto e sujeito versus objeto." Bateson estabeleceu a regra geral da teoria dos sistemas. Ele diz:
A regra básica da teoria dos sistemas é que, se quisermos compreender um fenómeno ou uma aparência, temos de considerar esse fenómeno no contexto de todos os circuitos completos que lhe são relevantes. A ênfase é colocada no conceito de circuito comunicacional completo e está implícita na teoria a expetativa de que todas as unidades que contêm circuitos completos apresentem características mentais. A mente, por outras palavras, é imanente ao circuito. Estamos habituados a pensar na mente como estando de alguma forma contida na pele de um organismo, mas o circuito não está contido na pele. 

### Influência pós-estruturalista
O trabalho de Bateson influenciou os principais académicos pós-estruturalistas, especialmente Gilles Deleuze e Félix Guattari. De facto, a própria palavra "planalto" no magnum opus de Deleuze e Guattari, Mil Planaltos, veio do trabalho de Bateson sobre a cultura balinesa. Escreveram: "Gregory Bateson usa a palavra planalto para designar algo muito especial: uma região contínua e auto-vibratória de intensidades cujo desenvolvimento evita qualquer orientação para um ponto culminante ou um fim externo."  Bateson foi pioneiro de uma abordagem interdisciplinar na antropologia. Criou o termo "ecologia da mente" para demonstrar que o que "se passa na cabeça e no comportamento de uma pessoa" está interligado e constitui uma rede.  Guattari escreveu:
Gregory Bateson mostra claramente que aquilo que ele chama de “ecologia de ideias” e que não pode estar contido no domínio da psicologia do indivíduo, mas organiza-se em sistemas ou “mentes”, cujos limites já não coincidem com os indivíduos participantes. 

### Virada pós-humanista e escrita etnográfica
Na antropologia, a tarefa de representar um ponto de vista nativo tem sido desafiadora. A ideia por detrás da escrita etnográfica é a compreensão da complexidade da vida cotidiana das pessoas sem minar ou reduzir o relato do nativo. Historicamente, os etnógrafos inserem dados brutos, coletados no trabalho de campo, na “máquina” de escrita. O resultado geralmente são as categorias claras de etnia, identidade, classes, parentesco, genealogia, religião, cultura, violência e muitas outras. Com a viragem pós-humanista, contudo, a arte da escrita etnográfica sofreu sérios desafios.  Estão agora pensando em experimentar um novo estilo de escrita. Por exemplo, escrever com nativos ou de autoria múltipla. 